# Englschalking

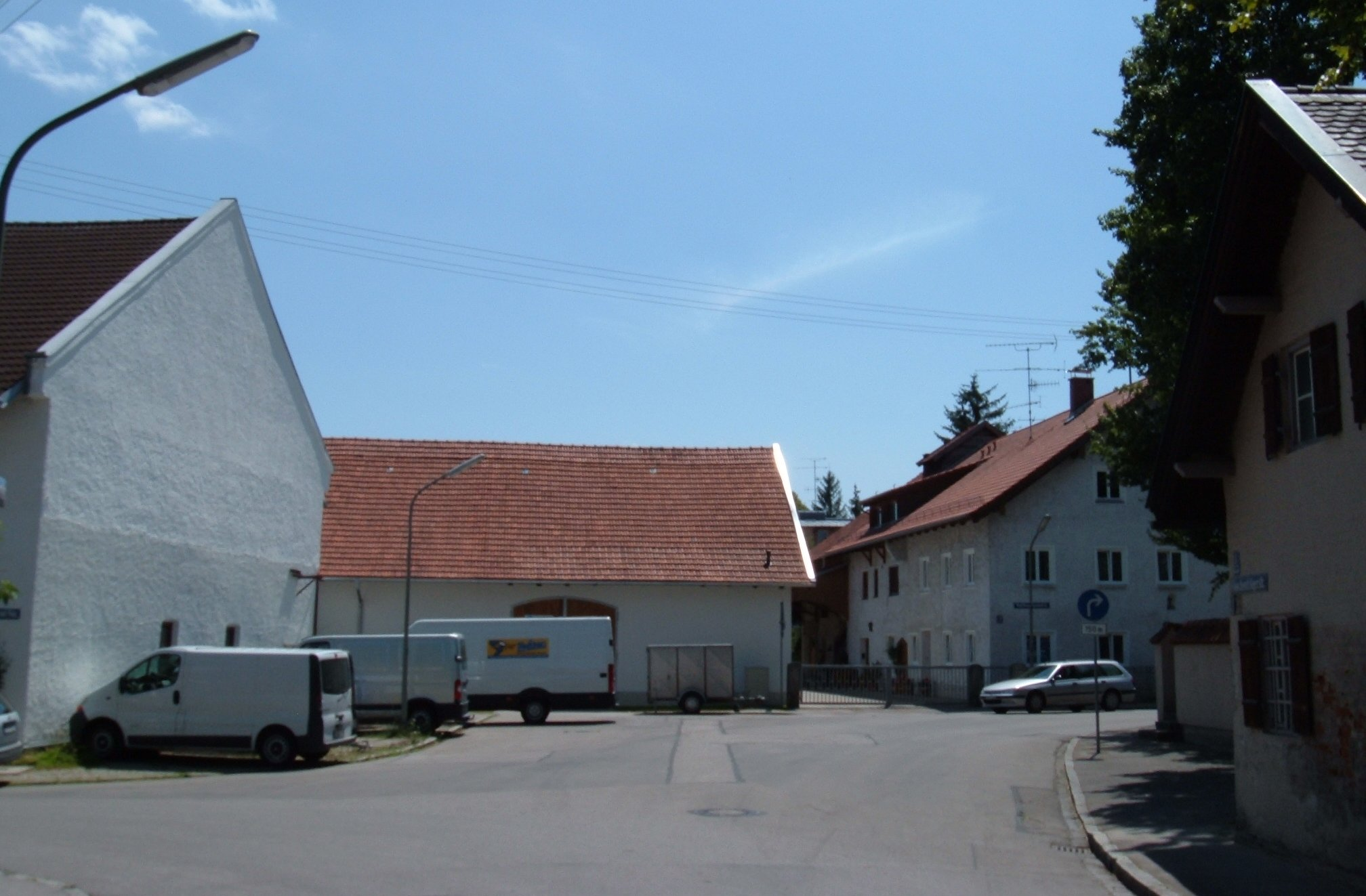
Historischer Ortskern

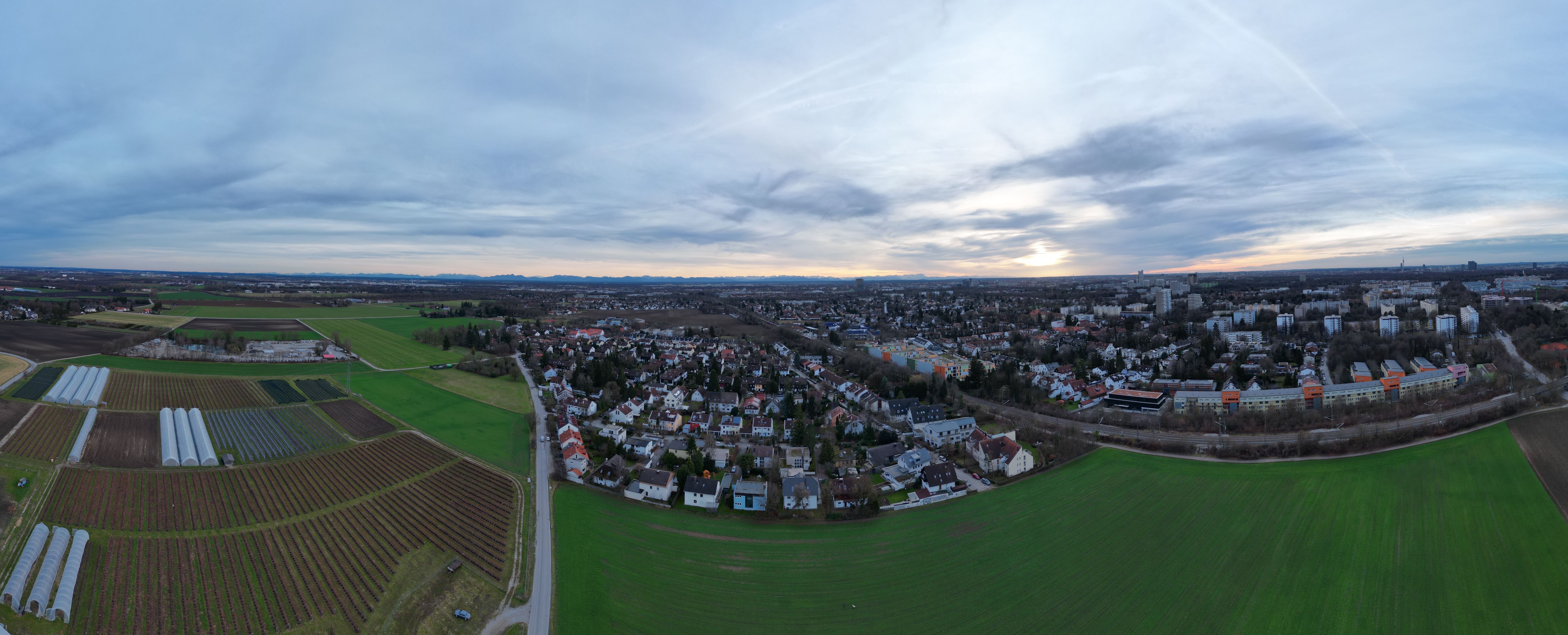
Luftbild

Englschalking ist ein Stadtteil der bayerischen Landeshauptstadt München und gehört zum Stadtbezirk 13 Bogenhausen.

## Lage
Englschalking liegt relativ zentral im Stadtbezirk Bogenhausen. Der historische Ortskern liegt nordöstlich der Kreuzung Englschalkinger Straße/Ostpreußenstraße. Im Osten hat sich Englschalking über die Bahnstrecke München Ost–München Flughafen hinaus bis zur Max-Nadler-Straße entwickelt, im Süden wird es von dem Straßenzug Memeler und Englschalkinger Straße begrenzt, im Westen von der Cosimastraße und dem Areal der ehemaligen Prinz-Eugen-Kaserne und im Norden von der Fideliostraße.

## Geschichte

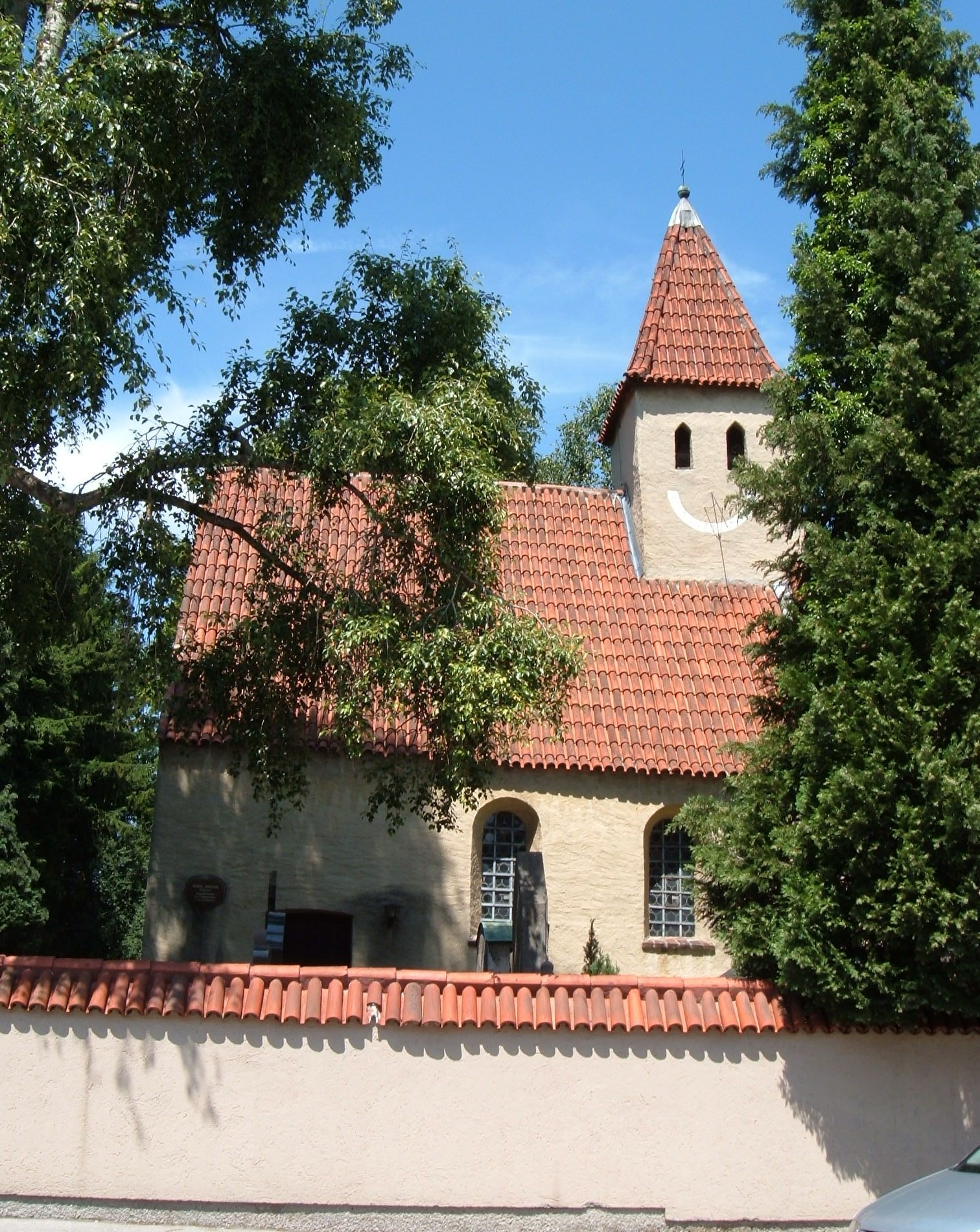
St. Nikolaus

Im Bereich Stegmühlstraße/Rambaldistraße wurden bei Grabungen des Bayerischen Landesamts für Denkmalpflege 1983 endsteinzeitliche Bestattungen und ein frühbronzezeitliches Gräberfeld entdeckt.  Am Nordrand von Englschalking südlich der Stegmühlstraße und östlich der S-Bahn befand sich eine im Jahr 1983 ergrabene Siedlung aus dem Frühmittelalter mit Wohnhaus, Eisenschmelze, Brunnen, Scheune, Ställen und einem Hoffriedhof, in dem 34 Bestattungen nachgewiesen sind. Schmuckfunde lassen eine Datierung auf das 7. nachchristliche Jahrhundert zu. Die Gründung von Englschalking wird auf das 9. oder 10. Jahrhundert angenommen. Englschalking wird 1231/1234 im bayerischen Herzogsurbar erstmals urkundlich erwähnt. 
Der Name wird von Engelschalch (strenger Knecht) oder Englischalcho (auch Engilschalko) abgeleitet. 1319 wird der Weiler Englschaling von Herzog Ludwig an das Hochstift Freising verkauft, dem es bis zur Säkularisation im Jahre 1803 als Bestandteil der Grafschaft Ismaning angehörte. Bei der Gemeindebildung in Bayern 1818 wurde Englschalking Teil der Gemeinde Daglfing.
Der größte Teil der heutigen Bebauung des historischen Ortskerns stammt aus dem Ende des 19. Jahrhunderts, als Englschalking durch die Kultivierung des Mooses und durch Ziegeleibetriebe, in denen aus dem hier gewonnenen Lehm Ziegel für die rege Bautätigkeit in München gebrannt wurden, zu einigem Wohlstand gekommen war.
Englschalking entwickelte sich Anfang des 20. Jahrhunderts zum zentralen Ort der Gemeinde Daglfing, unter anderem auch, weil 1896 an der heutigen Schnorr-von-Carolsfeld-Straße eine Gemeindeschule eröffnet worden war. Mit der Gemeinde Daglfing wurde Englschalking am 1. Januar 1930 in die Stadt München eingegliedert.

## Ortsbild

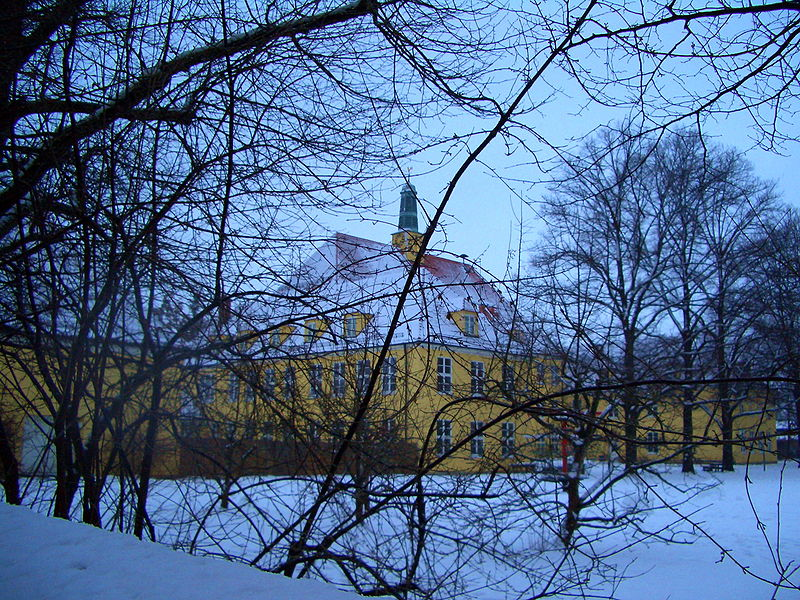
Grundschule an der Ostpreußenstraße

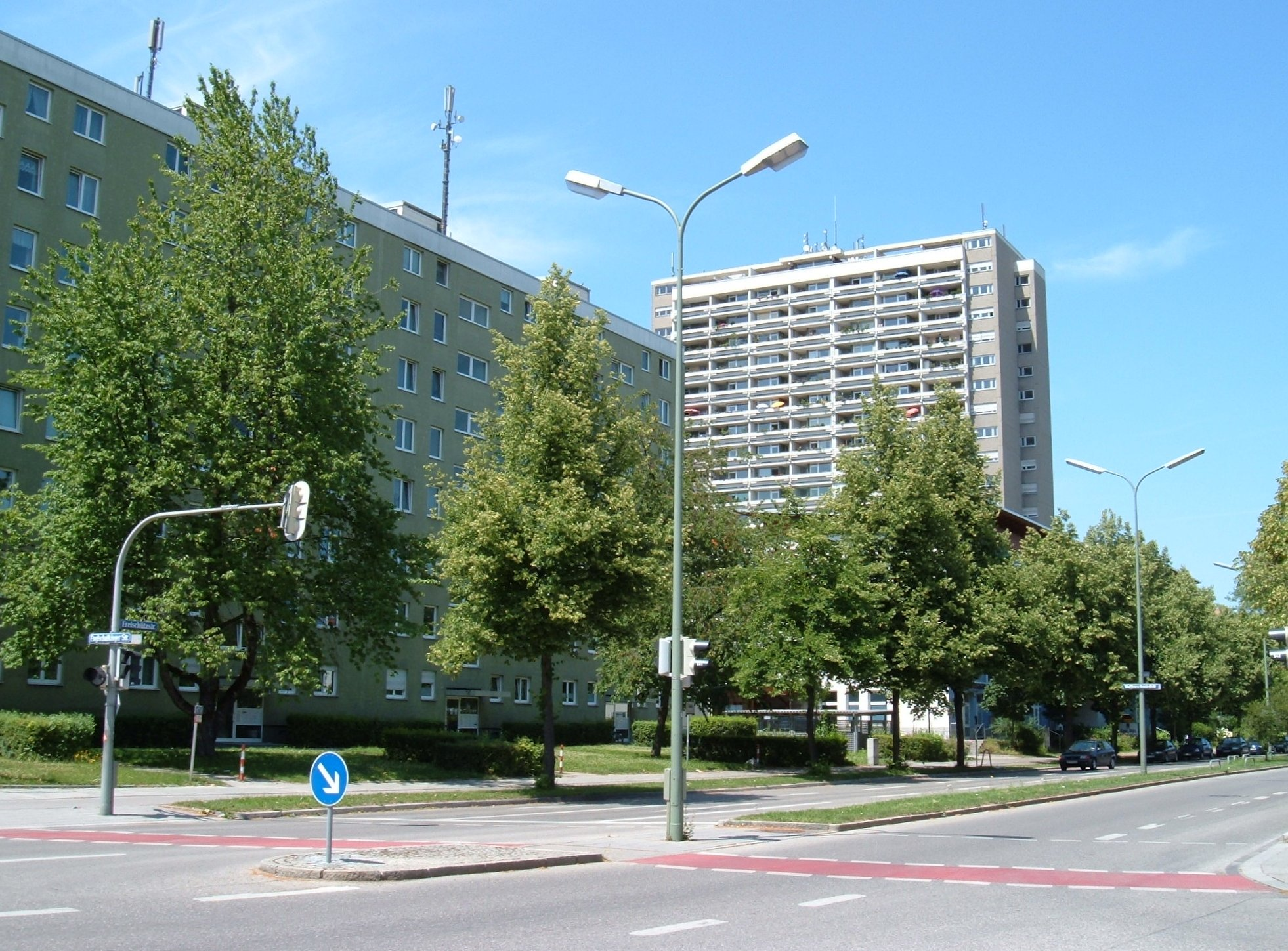
Fideliopark

Der historische Ortskern von Englschalking ist ein gutes Beispiel für ein Haufendorf. Große Höfe stehen in unregelmäßiger Anordnung um die aus dem 13. Jahrhundert stammende Kirche St. Nikolaus. Dieser Ortskern, der als Gebäudeensemble unter Denkmalschutz steht, hat in etwa die Ausdehnung wie das Dorf im frühen 19. Jahrhundert.
Südlich des Ortskerns und der Englschalkinger Straße liegt das große Gebäude der Grundschule an der Ostpreußenstraße, ein Werk von Hermann Leitenstorfer aus den 1930er Jahren. Die ursprüngliche, im 19. Jahrhundert als Gemeindeschule für die Gemeinde Daglfing errichtete Dorfschule am Ostrand des alten Ortskerns dient heute als Kindergarten. An der Ostpreußenstraße liegt auch die Pfarrkirche St. Emmeram.
Westlich des Ortskerns liegt der 1966–1970 errichtete Fideliopark mit drei- bis neunzehngeschossigen Wohnblocks, noch weiter westlich der 1964 bis 1969 errichtete Cosimapark mit viergeschossigen Wohnblocks und zehn- bis zu neunzehngeschossigen Hochhäusern, die rundum von Balkonen umgeben sind. Beiderseits der Bahntrasse entstanden seit 1978 umfangreiche Einfamilienhaussiedlungen und Siedlungen mit Mehrfamilienhäusern (wie die Siedlung Barlowstraße).

## Verkehr

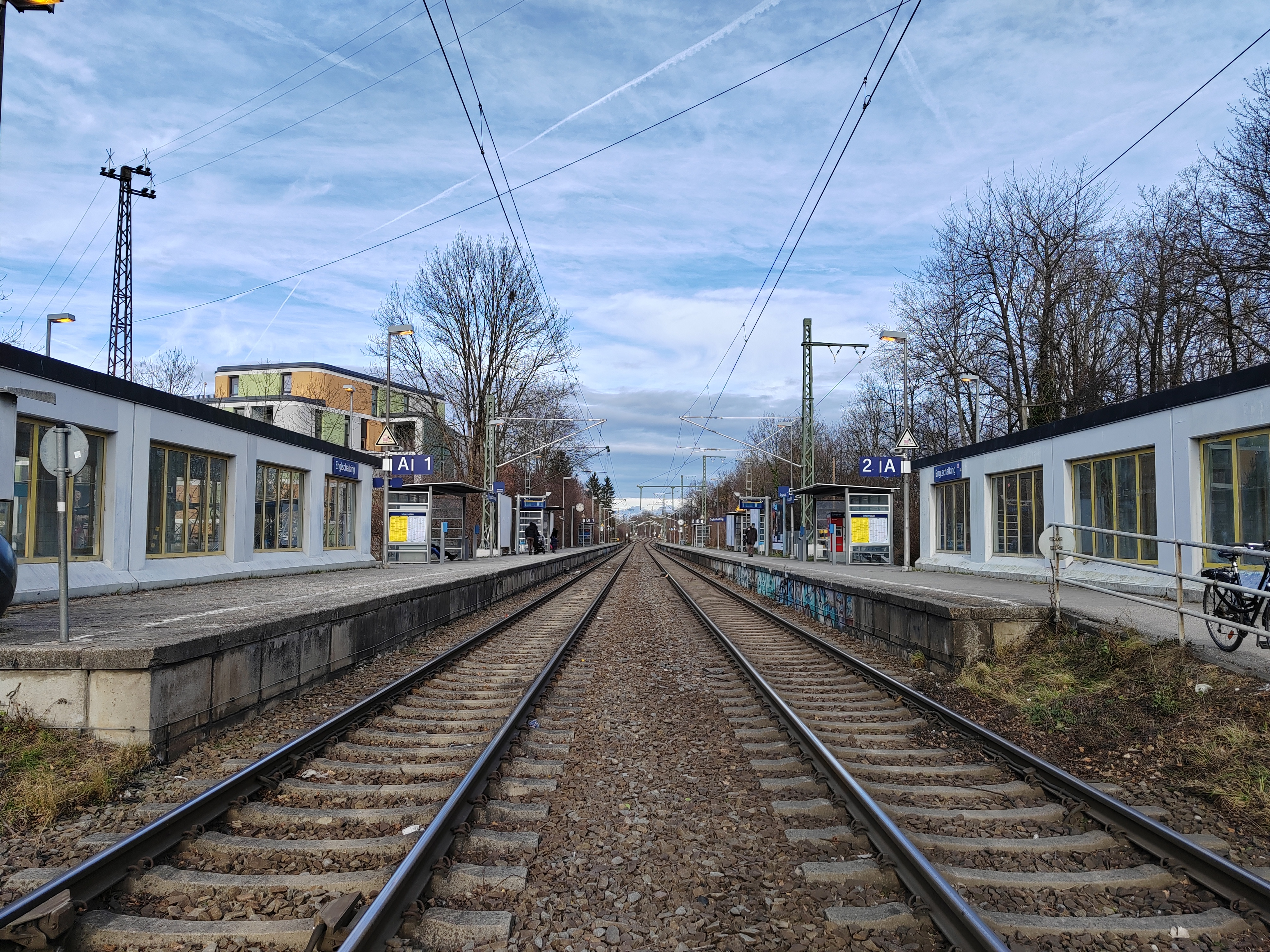
Haltepunkt München-Englschalking

Durch Englschalking verläuft die Bahnstrecke München Ost–München Flughafen mit dem Haltepunkt München-Englschalking, der im 20-Minuten-Takt von der Linie S8 der S-Bahn München von Herrsching zum Flughafen München bedient wird. An dieser liegt der zweigleisige, mit Seitenbahnsteigen ausgestattete S-Bahnhaltepunkt München-Englschalking.
Die 2011 eröffnete Trambahnstrecke nach St. Emmeram tangiert Englschalking entlang der Cosimastraße. Derzeit verkehrt auf ihr die Linie 16 mit Verbindungen nach Bogenhausen (Arabellapark, Effnerplatz, Herkomerplatz, Ismaninger Straße), nach Haidhausen (Klinikum rechts der Isar, Max-Weber-Platz, Wiener Platz, Gasteig, Müllersches Volksbad) und in die Innenstadt.
Die U-Bahn-Linie U4 aus der Innenstadt erreicht Englschalking nicht ganz, ist aber mit drei Buslinien und einer Trambahnlinie zur Endhaltestelle Arabellapark gut angebunden.
Es existieren Planungen für eine Verlängerung der U-Bahn-Linie 4 von der derzeitigen Endstation Arabellapark über den Fideliopark zum von der S-Bahn bedienten Haltepunkt München-Englschalking an der Brodersenstraße, wodurch die Fahrzeit zwischen Bogenhausen und dem Flughafen München um einige Minuten verkürzt würde. Allerdings sehen Kritiker eine Verlängerung der eher schwach ausgelasteten U4 skeptisch. Ein Teil des einkalkulierten Fahrgastzuwachses wurde bereits durch die neue Trambahnlinie aufgenommen, so dass die U-Bahn-Verlängerung derzeit zurückgestellt ist.

## Bildung und Kultur
- Ökologisches Bildungszentrum der Münchner Volkshochschule und des Münchner Umwelt-Zentrums, Englschalkinger Str. 166.